# Птивиль (Кальвадос)
Птиви́ль (фр. Petiville) — коммуна во Франции, находится в регионе Нижняя Нормандия. Департамент коммуны — Кальвадос. Входит в состав кантона Кабур. Округ коммуны — Кан.
Код INSEE коммуны — 14499.

## Население
Население коммуны на 2010 год составляло 523 человека.
| 1962 | 1968 | 1975 | 1982 | 1990 | 1999 | 2010 |
| ---- | ---- | ---- | ---- | ---- | ---- | ---- |
| 164  | 163  | 159  | 271  | 400  | 432  | 523  |

## Экономика
В 2010 году среди 372 человек трудоспособного возраста (15—64 лет) 277 были экономически активными, 95 — неактивными (показатель активности — 74,5 %, в 1999 году было 73,7 %). Из 277 активных жителей работали 261 человек (137 мужчин и 124 женщины), безработных было 16 (10 мужчин и 6 женщин). Среди 95 неактивных 29 человек были учениками или студентами, 47 — пенсионерами, 19 были неактивными по другим причинам.